# Corte dei gufi
La Corte dei gufi (The Court of Owls) è un gruppo di criminalità organizzata fittizio, nonché società segreta, comparsa in Batman e in altre testate DC Comics. Essa ha agito nella città di Gotham City per oltre un secolo prima dell'incontro con Batman. L'organizzazione sceglie e cattura giovani circensi per trasformarli, dopo un duro allenamento, nei suoi letali assassini, i cosiddetti Artigli (Talons). Il gruppo è stato ideato da Scott Snyder e Greg Capullo. Viene citata la prima volta in Batman numero 1 e fa la sua prima apparizione completa in Batman numero 5, all'interno dell'iniziativa The New 52.

## Storia
La Corte dei Gufi è un'antica organizzazione criminale segreta che per secoli ha tenuto sotto controllo la città di Gotham. La società, costituita da alcune delle famiglie più antiche e facoltose, ha influito occultamente sulla storia della metropoli con omicidi e corruzione. Le loro basi si trovano all'interno di alcuni degli edifici più antichi, ma nonostante questo nessuno ne aveva mai notato la presenza. In passato, la Corte era considerata una leggenda urbana, riguardo alla quale era stata persino creata una filastrocca:
ruling Gotham from a shadowed perch, behind granite and lime. 

They watch you at your hearth, they watch you in your bed, 

speak not a whispered word about them, or they'll send The Talon for your head.»
di notte tra granito e calce, dal suo ombroso nascondiglio. 

Lei ti scruta dentro casa, lei ti spia dentro al giaciglio, 

non parlare mai di lei, o verrà a prenderti l'Artiglio.»
Per favorire i propri piani, la Corte iniziò ben presto a fornirsi di abilissimi assassini, detti Artigli. A capo della società sta un ristretto gruppo di quelli che sembrerebbero essere comuni esseri umani, il cui viso è nascosto da una maschera simile al volto di un gufo.

### La Corte dei Gufi
La storia della Corte ha inizio quando il facoltoso filantropo Bruce Wayne dichiara al mondo di voler ristrutturare e, in certi casi, ricostruire da zero alcune zone di Gotham City. Il candidato sindaco Lincoln March si trova d'accordo con Wayne sul progetto, avendo in comune con lui il fatto di essere rimasto orfano da piccolo. Durante un incontro tra i due, però, compare uno degli Artigli della Corte, che annuncia a Wayne la sua fine, proprio come gli era stato annunciato il giorno precedente. Dopo un duro scontro, Bruce riesce a sconfiggere il sicario e a gettarlo dalla cima della vecchia Wayne Tower. Questi però incredibilmente sopravvive all'impatto col suolo. Dopo un'accurata indagine, Batman si rende conto che la Corte dei Gufi non è solo leggenda, avendo scoperto i suoi nascondigli all'interno di alcuni edifici fatti costruire dalla Alan Wayne Trust, il fondo fiduciario di suo nonno. Durante un sopralluogo in una delle basi, la Corte gli tende una trappola, facendo esplodere il piano che Batman stava esplorando. Bruce ricorda che dietro alla morte dei suoi genitori da piccolo aveva creduto che ci fosse la Corte, ma aveva abbandonato l'idea per mancanza di prove. A questo punto l'eroe decide di cercare indizi tra le fognature dove era stato ritrovato il cadavere di Alan, ma un Artiglio sbuca dall'oscurità gettandosi insieme a Batman al di là di una parete. Al suo risveglio, Bruce scopre di essere stato imprigionato in un gigantesco labirinto sotterraneo, all'interno del quale vaga per nove giorni senza cibo e con poca acqua, in preda alle allucinazioni. Durante la peregrinazione, Batman trova un muro con le fotografie di tutte le vittime della Corte morte in quel luogo, e tra queste trova anche suo nonno Alan. Dopo averlo così sfiancato, un Artiglio lo colpisce alle spalle in pieno ventre per ucciderlo. I membri della Corte finalmente si rivelano, dichiarando che alla sua morte le sue spoglie saranno mantenute all'interno del labirinto in memoria di un avversario così valoroso. L'Artiglio chiede in quale modo lo debba uccidere e una bambina stabilisce che venga colpito fino alla morte. Mentre i Gufi lo sopraffanno, Batman raccoglie le sue ultime forze, ricordandosi del povero nonno massacrato dalla Corte, e li scaccia via. Con un brutale impeto, Bruce riesce a sconfiggere anche l'Artiglio e a fuggire grazie a un esplosivo autoprodotto con un materiale trovato nel labirinto. Nonostante William Cobb, l'Artiglio che fino a quel momento aveva avuto a che fare con l'eroe, sia stato sconfitto, la Corte rivela di avere a disposizione molti altri sicari pronti a fare la pelle a Bruce Wayne.
Stanca del proprio gioco, la Corte stabilisce di liberare tutti gli Artigli non-morti che ha a disposizione per uccidere Bruce Wayne una volta per tutte.

### La Notte dei Gufi
La Notte dei Gufi è stato il primo crossover a interessare tutte le principali testate della Bat-famiglia. Selina Kyle e il suo partner Spark perlustrano la base del Pinguino per carpirne dei segreti. Intanto la Corte dei Gufi, infuriata per la sconfitta di William Cobb decide di liberare tutti i suoi altri Artigli per riappropriarsi - di fatto e ideologicamente parlando - della città di Gotham. I Gufi fanno sì che Alfred Pennyworth, il domestico di casa Wayne, trovi il corpo del sicario sconfitto, in modo da dimostrare la propria superiorità una volta che il detective avesse analizzato il "cadavere". Il primo obiettivo degli Artigli è la Bat-caverna, che però viene difesa dal ferito Bruce Wayne in maniera esemplare servendosi di un'armatura protettiva. Nel frattempo Alfred, rinchiusosi in una stanza di massima sicurezza, riesce a contattare tutti i membri della Bat-famiglia per indicare loro le personalità cittadine in pericolo di vita da salvare. Tim Drake e Jason Todd decidono di dedicarsi alla difesa della vita di Mister Freeze. Robin (Damian Wayne), Batwing e le Birds of Prey rispondono a loro volta alla richiesta d'aiuto. Grazie alla sua Bat-tuta, intanto, Bruce riesce a sconfiggere tutti gli Artigli, ma uno di loro libera William Cobb.
Le Birds of Prey per prime incontrano un Artiglio dal modo di fare crudele e malato, desideroso di uccidere. Nightwing si prende il compito di proteggere il sindaco Sebastian Hady. Per salvare Hady, Nightwing uccide (o meglio, mette in stasi in quanto già morto) l'Artiglio addetto a tale compito, ma viene poi pugnalato con coltelli da lancio tipici di questi sicari da un risuscitato William Cobb. Quest'ultimo è un antenato del ragazzo e per questo si dichiara da lui molto deluso poiché combatte per la parte avversa (Batman). Intanto Catwoman e Spark, che stanno cercando di derubare il Pinguino, notano un'auto in uscita dal locale, la quale contiene il boss e un Artiglio, Ephram Newman, che l'ha colpito brutalmente. Dopo aver fermato gli Artigli nella caverna, Batman si reca immediatamente a salvare Jeremiah Arkham, direttore del manicomio omonimo, il quale si sta già facendo assistere dal criminale noto come Maschera Nera, Roman Sionis. Nel frattempo Nightwing viene ripetutamente colpito da Cobb che continua a prendersi gioco di lui e del suo "tradimento" alla famiglia. L'Artiglio vuole che il suo erede lo stupisca almeno nella lotta, ma ne rimane deluso e lo bolla come un totale fallimento. Alla fine, con un trucco d'astuzia, Nightwing sconfigge l'antenato e si offre di prendere sotto custodia dalle mani di Batman Arkham.
Catwoman e Spark assistono all'aggressione nei confronti del Pinguino e la donna non se la sente di lasciarlo al suo destino. Dopo aver consegnato Arkham a Nightwing, Batman va a salvare Lincoln March. Nonostante la sconfitta dell'Artiglio preposto al suo omicidio, Batman non è in grado di salvare la vita del candidato sindaco con cui aveva legato una sincera amicizia. Nonostante ciò, March fa in tempo a consegnare al Crociato Incappucciato un file contenente tutti i segreti scoperti riguardo al covo principale della Corte. Damian si dirige verso la periferia di Gotham per decapitare un Artiglio che voleva uccidere un generale dell'esercito, mentre Batwing salva Lucius Fox.
Batgirl affronta un Artiglio di nome Mary, la quale non appena incontra l'eroina, le sferra un fulmineo calcio in faccia. La ragazza riesce a rubare un pezzo di carta all'assassina. La situazione si complica quando delle bombe palloncino (precedentemente posizionate dalla Corte) cominciano a scoppiare in punti imprevedibili. Batgirl spinge Mary sopra una di queste, uccidendola. Dopo lo scontro, Barbara scova un Gufo intento a rimuginare sul fatto di aver probabilmente perduto Gotham per sempre.
I Fuorilegge trovano Mr. Freeze e Cappuccio Rosso fa in modo che un Gufo si suicidi. La guerra contro gli Artigli interessa anche gli abitanti di Gotham. Alton Carver, l'Artiglio a cui era stato affidato March come obiettivo, si risveglia dalla morte temporanea causata dallo sparo del candidato sindaco, ritenendo di aver perso quella paura che lo aveva bloccato tutto quel tempo. Mr. Freeze invece si libera dei Fuorilegge e cerca di uccidere Batman, ma invano.
Lo scontro tra Selina e l'Artiglio finisce a favore della donna, ma solo momentaneamente poiché il sicario coglie di sorpresa la Gatta col suo fattore resuscitante. Quest'ultimo ruba la frusta a Catwoman e inizia a frustare selvaggiamente e poi a stringere in una morsa soffocante Spark. Selina capisce che l'unico modo per salvare la vita dell'amante è trattare con l'assassino: l'offerta in cambio di Spark è un intero set di pugnali da lancio degli Artigli. Mentre Ephraim comincia a dimostrarsi interessato allo scambio, interviene il Pinguino, che con un colpo di pistola alla testa risolve la delicata questione. I due ladri desistono dal piano di derubare il boss e portano il cadavere dell'Artiglio davanti al Bat-segnale perché sia ritrovato dalle autorità.
Successivamente Batman scoprì che Dick Grayson era stato allevato sin all'età dei dieci anni (quando è stato adottato da Bruce Wayne), proprio dalla Corte dei gufi per essere il futuro capo dell'organizzazione. Bruce scoprì che la famiglia Grayson da generazioni apparteneva alla Corte, e solo il padre di Dick si era ribellato sin da bambino a farne parte a rischio della vita del suo stesso padre.
Dick venne addestrato segretamente dal padre, da William Coob nelle tecniche di assassinio.

### Fine della Corte dei Gufi
Dopo aver schiacciantemente vinto lo scontro tra Bat-famiglia e Corte dei Gufi, Batman identifica grazie alla nota lasciatagli da Lincoln March, i capi della società nella figura della famiglia Powers. Quando però è convinto di aver incastrato i Gufi, il Cavaliere Oscuro scopre che sono tutti seduti a un tavolo imbandito morti avvelenati. Rimasto interdetto Bruce torna alla villa, dove si rende conto, grazie a un indizio lasciatogli proprio da quello, che Lincoln March fa parte della Corte dei Gufi e che l'ha spiato per tutto il tempo. Nello scontro finale tra i due, March rivela di essere non solo un Gufo, ma anche il più grande degli Artigli, creato appositamente per scontrarsi con Batman. Inoltre è stato proprio lui ad avvelenare gli altri membri della Corte perché il suo era un desiderio di vendetta personale contro l'eroe e non era interessato alla Corte in sé. Infine Lincoln March dichiara di essere Thomas Wayne Jr., il fratello minore di Bruce ufficialmente morto in grembo alla madre, e l'odio nei confronti di Bruce è dovuto al fatto che è convinto che la morte di Thomas e Martha Wayne, i loro genitori, sia solo colpa sua. Rapidamente i due giungono a un confronto diretto, che March definisce "GUFO CONTRO PIPISTRELLO!". Lincoln aggiunge alla sua versione dei fatti che Martha lo andava spesso a trovare prima che diventasse un membro della Corte. Alla fine Bruce non riesce ad avere la meglio ed è costretto alla fuga. Lincoln March apparentemente muore durante il crollo dell'edificio in cui stava affrontando il "fratello", ma il suo fattore rigenerante non offre la certezza della sua fine. In fin dei conti non è chiaro se March mentisse o dicesse la verità, soprattutto in mancanza di un test del DNA, ma è certo che la sua versione dei fatti si incastra perfettamente con i resoconti ufficiali: nel caso in cui March dicesse il vero, Thomas e Martha Wayne avrebbero mentito sull'esistenza di un secondogenito per evitare la vergogna della sua iniziale deformità. In ogni caso, dopo un confronto con Dick, Batman dichiara che se la Corte si rifarà viva lui sarà lì ad aspettarla.

## Membri
- Benjamin Orchard - Gran maestro della Corte dei Gufi.
- Felix Harmon - Nel 1800 Harmon era noto in città come "il macellaio di Gotham" in quanto si divertiva a trucidare cittadini per puro svago. Fu catturato e poi risvegliato dalla Corte.
- Maria Powers - Moglie di Joseph Powers, proprietaria del Powers Hotel e membro della Corte dei Gufi.
- Lincoln March - Candidato sindaco per la città di Gotham. Dichiara di essere il figlio mai nato della famiglia Wayne, Thomas Jr.
- Thurston Moody - Nobile vissuto nel 1800, probabilmente affiliato alla Corte. Era solito rapire bambini e sfruttarli come schiavi finché non fu scoperto da Jonah Hex e Amadeus Arkham.

### Gli Artigli
Gli Artigli sono un gruppo di assassini addestratissimi e massimamente fedeli alla Corte dei Gufi. In quanto non-morti, riposano all'interno dei loro sepolcri finché la Corte non li chiama a sé. Il loro scopo è quello di uccidere chiunque interferisca con i piani dei Gufi. La lista che segue è stilata in ordine di data di nascita degli Artigli.
- Ephram Newman - Ephram Newman era l'Artiglio principale nel 1665. La sua negligenza però fece sì che la Corte decidesse di sbarazzarsi di lui, togliendogli il suo arsenale. Secoli dopo Catwoman, la Gatta Ladra, rubò quattro dei suoi prestigiosi coltelli. Durante l'evento La Notte dei Gufi, Ephram ha il compito di uccidere Oswald Cobblepot. Per pura coincidenza, il Pinguino era in possesso del quinto coltello di Ephram, che era proprio ciò che la Gatta stava cercando la sera dell'attentato per completare la sua collezione. In seguito allo scontro Catwoman salva la vita del Pinguino, ma promette di restituire i cinque coltelli al proprietario originale, stufo dei soprusi della Corte nei suoi confronti. Prima di riuscire a finire la trattativa però Cobblepot uccide con un colpo alla testa l'Artiglio e Catwoman, che sentiva una forte sintonia col sicario, lascia il suo cadavere accanto al Bat-segnale con i suoi amati coltelli.
- Henry Bollard - Henry Bollard è stato affrontato dalle Birds of Prey. Ricordava che la Gotham del 1847 era un luogo molto pericoloso, ma non pensava che la situazione non fosse cambiata affatto in più di un secolo. Quando gli viene tolta la maschera, Henry appare come un uomo anziano. La sua sconfitta avviene per mano di Poison Ivy, che lo trascina in un vagone refrigerato di un treno per trasporto di carne.
- Alexander Staunton - Stauton era l'Artiglio principale nel 1856. Pur essendo un assassino molto efficace mancava di discrezione e per questo la Corte decise di farlo ritirare. Durante la Notte dei Gufi aveva come obiettivo Lucius Fox, ma Batwing l'ha fermato.
- Xiao Loong - Xiao Long era l'Artiglio degli anni novanta del XIX secolo. Era un acrobata di origini orientali. Ai suoi tempi era stato inviato a uccidere Thurston Moody, capo del gruppo terroristico "7 Agosto".
- William Cobb - Cobb è l'Artiglio dei nostri giorni, colui che era stato mandato ad uccidere Bruce Wayne all'inizio della saga. Dopo essere stato catturato ed analizzato si è scoperto che era un lontano antenato di Dick Grayson. Nonostante fosse recluso nella Batcaverna, durante l'incursione dei suoi compagni è stato liberato. Finalmente libero Cobb è andato in cerca di Dick, per ucciderlo in seguito al suo tradimento alla famiglia. Nei panni di Nightwing Dick ha rifiutato il suo destino apparente e ha sconfitto l'avo.
- Mary Turner - Mary è l'Artiglio degli anni 1940. Fu orribilmente sfigurata in giovane età da una bomba palloncino lanciata dall'esercito giapponese negli USA durante la Seconda Guerra Mondiale. Il compito di Mary è quello di far sì che il Commissario Gordon non riesca a operare con le forze di polizia contro gli Artigli e fa in modo che questi accenda un Bat-segnale modificato in modo da mostrare nel cielo un'icona a forma di gufo. Si scontra con Batgirl, ma poi la lascia andare perché come lei indossa una maschera. Catwoman viene ingaggiata da un Gufo per annientarla, ma quando la Gatta si rende conto delle sue motivazioni gli si rivolta contro insieme a Batgirl e a Mary stessa. Successivamente, dopo aver stretto amicizia, Catwoman affronta la polizia per far sì che Mary possa scappare aiutata da Batgirl.[19] Infine Batgirl riesce a inserire Mary nel gruppo delle Birds of Prey[20] dandole, come nome in codice, quello di "Strix", ovvero "gufo" in latino.[21]
- Alton Carver - Alton Carver è l'ultimo degli Artigli. Come ogni Artiglio anche lui era un abile circense del Circo Haly, ma la sua paura della morte non gli aveva permesso di destreggiarsi nel trapezio. Il presentatore, stufo del suo comportamento, decise di fargli superare le sue paure dando fuoco al suo camper con lui dentro. Uscito dalla trappola mortale ustionato ma vivo, era pronto per l'addestramento della Corte. Ventisei anni dopo Alton era divenuto uno degli Artigli migliori, ma proprio per questo cominciava ad essere negligente. La Corte lo avvertì che se avesse continuato su quella strada sarebbe presto giunto un ragazzino già selezionato pronto a prendere il suo posto. Durante la missione in cui Carver avrebbe dovuto dimostrare di essere ancora di utilità, egli non riuscì a trattenersi dall'andare a scoprire chi fosse colui che era destinato a sostituirlo. Quando vide Dick Grayson durante il suo spettacolo si rese conto che l'avrebbe largamente superato. Avendo così perso tempo non poté più uccidere di soppiatto la sua vittima e venne fermato da Batman. In seguito a un fallimento così disastroso la Corte si sentì costretta ad ibernarlo e non si risvegliò mai prima della Notte dei Gufi. Il suo obiettivo era il candidato sindaco Lincoln March. Nonostante l'avesse pugnalato, March riuscì comunque a sparargli alla testa uccidendolo. Inaspettatamente però Carver risuscitò comunque attaccando Batman. Lo scontro termina con l'Artiglio scaraventato fuori dall'edificio e schiantatosi a terra. Infine, Carver riesce a fuggire nelle fognature.
- Calvin Rose - Calvin Rose era un esperto di fuga da gabbie al Circo Haly. Come tutti gli Artigli fu allevato e reclutato dalla Corte dei Gufi. Egli è l'unico Artiglio della storia ad aver mai trovato il modo di sfuggire alla Corte, scappando via. È un esperto artista della fuga e assassino.
- Saiko-Raymond McCreary era un vecchio amico e compagno di circo di Dick Grayson, dopo la morte dei genitori di Dick, Raymond venne preso dalla Corte dei Gufi. Anche se Dick, era il loro vero obbiettivo per renderlo un leader violento e esperto, dopo l'adozione di Dick da parte di Bruce Wayne, Raymond venne sottoposto a terribili torture per raggiungere una resistenza al dolore, venne addestrato nelle arti marziali e in ogni tecnica di assassinio. Raymond prese il nome di Saiko e fu mandato a Gotham proprio per uccidere Dick. Venne sconfitto da Nightwing (Dick Grayson), successivamente arrestato da Batman e condotto nel manicomio di Arkham Asylum.

## Altri media
- La Corte dei Gufi ha un ruolo centrale nella terza stagione della serie TV Gotham[22], nonostante avesse già manipolato da dietro le quinte molti degli eventi della prima e della seconda stagione. Il capo è Shaman, colui che addestra i Talon, poi c'è anche Kathryn, la quale dirige le operazioni in assenza di Shaman. Anche il padre e lo zio di James Gordon ne erano membri prima delle loro morti. Carmine Falcone e Hugo Strange segretamente lavoravano per loro. Le maschere bianche iconiche non sono indossate, inoltre il costume dell'Artiglio differisce molto da quello dei fumetti, ricordando in un certo senso Nightwing. Gordon entrerà a far parte della Corte dei Gufi scoprendo che intendono portare Gotham alla rovina con il virus del sangue di Alice Tetch, fortunatamente il GCPD salverà la città con un antidoto sintetizzato con il sangue di Jervis Tetch; tra l'altro Kathryn verrà uccisa da Nathaniel Barnes e i restanti membri della corte verranno uccisi dai Talon su ordine di Shaman, che ormai non aveva più bisogno della Corte dei Gufi. Shaman verrà ucciso da Alfred Pennyworth e si scoprirà che Shaman era un discepolo di Ra's al Ghul[23], infatti era lui che manovrava segretamente la Corte dei Gufi.
- La Corte dei Gufi appare inoltre come antagonista principale del film animato Batman vs. Robin. In questa versione il Gran Maestro a capo della Corte è Samantha, l'amante di un Artiglio che si ribella alla Corte massacrandola.
- Un Artiglio appare anche come easter in Batman: Arkham Origins. In un palazzo è infatti visibile una statua che ritrae proprio un sicario della Corte.
- La Corte dei Gufi è l'antagonista principale nel videogioco Gotham Knights, sviluppato da WB Games Montréal, uscito nel 2022. In questa versione Jacob Kane, ovvero lo zio di Bruce Wayne, si rivela essere il leader della Corte (chiamato "Voce"); inoltre, anche gli Artigli hanno una caratterizzazione parzialmente diversa dal fumetto. Si tratta sempre di non-morti trasformati in letali assassini, ma contrariamente alla versione cartacea i loro nomi non sono noti, e una volta trasformati la maggior parte perdono qualsiasi raziocinio, diventando bestie senza controllo dall'atteggiamento animalesco.